# Ceccato
La Ceccato, fondata nel 1938 da Pietro Ceccato, è un'azienda che produce impianti di lavaggio per tutti i tipi di veicoli e impianti per la depurazione delle acque.

## Storia
L'azienda viene fondata a Montecchio Maggiore (Vicenza) da Pietro Ceccato il 29 settembre 1936.
Collocata strategicamente lungo la Milano-Venezia, la Ceccato & C. S.p.A. produce in un primo tempo bruciatori a nafta per forni da pane, ponti elevatori, compressori d'aria e attrezzature per stazioni di servizio.
Durante la seconda guerra mondiale (1940-1945) la Ceccato riduce la propria attività all'indispensabile per sopravvivere, mentre negli anni del dopoguerra, caratterizzati da una situazione sociale ed economica difficile e da continue tensioni sindacali e politiche, l'azienda riesce a rinnovarsi e a differenziare la produzione, dando lavoro a un centinaio di operai.
Nel 1949 vengono costruiti i primi motori ausiliari per motociclette, seguiti da motociclette sportive, grazie alle quali s'incrementa rapidamente la notorietà del marchio.
Nel 1953 la Ceccato, che conta circa quattrocento dipendenti, è ormai divenuta un'azienda meccanica di primario livello in Italia.
A metà degli anni cinquanta la Ceccato, la quale conta un organico di oltre settecentocinquanta persone, vive un momento di difficoltà dovuto alla perdita del fondatore (avvenuta nel 1956), ad un forte indebitamento e alla crisi che colpisce il settore motociclistico, in seguito alla comparsa sul mercato delle prime utilitarie a basso costo.
Per un anno e mezzo l'azienda rimane senza una guida poi, nel giugno 1957, le famiglie Dolcetta e Capra ne rilevano il controllo, favoriscono il risanamento finanziario e adeguano l'offerta di prodotti alle nuove esigenze del mercato (nel 1961 viene abbandonata la fabbricazione di motociclette e la produzione si concentra sui compressori d'aria, gli accessori per autofficine e gli impianti di lavaggio automatico).
Dal 1979 sotto la guida dell'Ing. Francesco Pugno Vanoni viene avviata una fase di espansione e Ceccato conosce uno sviluppo di respiro internazionale, attraverso nuovi rapporti con l'estero (Brasile e USA).
La direzione dell'azienda cambia e Ceccato si propone a livello internazionale come leader negli impianti automatici per il lavaggio dei veicoli, ormai suo core-business; nel 1997 infatti la produzione di compressori d'aria viene ceduta al Gruppo Atlas Copco e l'azienda si specializza nella progettazione e produzione di impianti di lavaggio.
Negli anni successivi, sotto la nuova guida della famiglia Dolcetta, crescono le partnership in Italia e all'estero (con l'acquisizione nel 1999 di Daerg Italia e l'accordo nel 2009 con MacNeil) e vengono aperte nuove divisioni in Germania, Polonia, Spagna e Cina.
Dopo una forte crisi aziendale cominciata nel 2011 ed aggravatasi nell'anno successivo, l'azienda è stata rilevata nel 2013 da una nuova proprietà imprenditoriale di Montecchio Maggiore già attiva e riconosciuta sul territorio, la quale ha attuato una forte ristrutturazione aziendale che ha consentito a Ceccato Spa di ritornare attiva sul mercato e di riprendere il suo ruolo di leadership tra i costruttori italiani di autolavaggi.
Purtroppo la cosiddetta ristrutturazione ha portato a una riduzione drastica del personale di quasi il 70%
La nuova gestione ha chiuso le filiali in Cina e Spagna ed aperto una nuova filiale commerciale negli USA.

## Curiosità

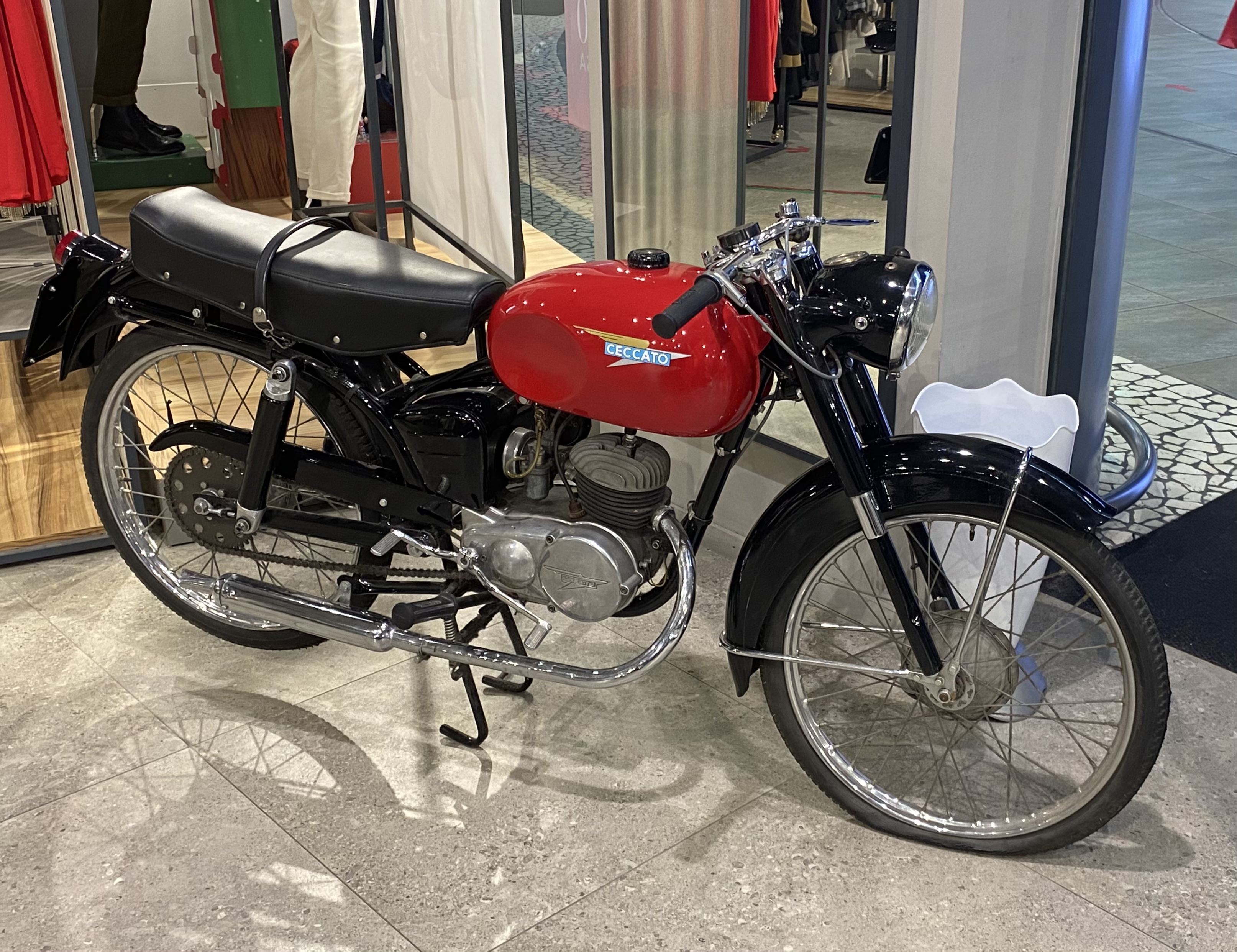
Motocicletta Ceccato

- Negli anni Cinquanta, la Ceccato raggiunge numerosi successi in campo motociclistico, in particolare con la 75 cc. Sport, con la quale vengono battuti numerosi record di velocità e si ottiene la vittoria al Motogiro d'Italia del 1956. La Ceccato 75 cc. Sport viene presentata al Salone di Milano del 1954; il motore è un monocilindrico verticale 4 tempi. L'esordio avviene l'8 novembre del 1953 nel Chilometro Lanciato di Monza: Angelo Marelli si impone nella propria classe raggiungendo la velocità di 114,265 km/h. Altri record di velocità vengono battuti il 28 dicembre 1954 nel circuito di Castelfusano, con Orlando Ghiro in sella. Nel 1956, dopo alcuni successi parziali, la Ceccato 75 cc. ottiene due importanti risultati: vittoria nella propria classe (categoria 75 cc. Sport) alla Milano-Taranto con Vittorio Zito, e vittoria sempre nella propria classe al Motogiro d'Italia con Orlando Ghiro, alla media di 89,615 km/h.
- Negli anni Ceccato propone una produzione molto diversificata; tra i propri prodotti si ricordano anche impianti industriali di condizionamento per la conservazione della frutta (anni sessanta - Integral) e fuoribordo (primi anni ottanta – 2 modelli prodotti di 100 cm³ e di 49 cm³, i cui nomi erano Ippocampo e Junior).